# Найл Горан
Найл Джеймс Горан (англ. Niall James Horan; нар. 13 вересня 1993, Маллінгар, Ірландія) — ірландський співак, автор пісень і гітарист, знаний як член бойз-бенду One Direction. 2010 року Горан взяв часть у шоу The X-Factor. На жаль, він не зміг прорватись в категорії «хлопців» в «будинку суддів». Після того запрошений суддя Ніколь Шерзінгер запропонувала Найлу приєднатись до One Direction, з Гаррі Стайлсом, Зейном Маліком, Ліамом Пейном та Луї Томлінсоном. Ставши командою, гурт дійшов до фіналу та посів третє місце. Попри те, що їм не вдалось вибороти перемогу, One Direction підписали контракт з лейблом Саймона Ковелла Syco на 2000000 фунтів.
Бувши членом One Direction, він став співавтором таких пісень, як-от «Taken», «Everything About You», «Same Mistakes», «Back for You» and «Summer Love», які увійшли до альбомів Up All Night та Take Me Home. В останній він також грав на гітарі.

## Біографія

### Молодість
Найл Джеймс Горан народився 13 вересня 1993 року у Маллінгарі, Ірландія. Його батьки, Боббі Горан і Маура Галлагер, розлучилися, коли йому було п'ять років, тож йому з братом Грегом Гораном довелося жити в обох будинках протягом деякого часу. Пізніше вони вирішили переїхати до батька. Він відвідував початкову школу St. Kenny National School, і у підлітковому віці — католицьку школу Coláiste Mhuire, в Маллінгарі. Найл почав грати на гітарі, коли його сім'я подарувала йому першу гітару на Різдво, і за його словами, це найкращий подарунок, який він коли-небудь отримував. Його тітка відкрила в ньому талант, коли він почав співати в машині. Спочатку вона думала, що було увімкнене радіо. Будучи підлітком, він виступав в Центрі Мистецтв міста Маллінгар (у зборі коштів для місцевої футбольної команди, the Shamrocks) і в Академії в Дубліні.

### Музична кар'єра

#### Х-фактор
У 2010 році, у шістнадцять років, Найл прийшов на прослуховування сьомого сезону The X Factor в Дубліні. Він співав „So Sick“ і отримав неоднозначні зауваження від суддів. Луїс Уолш підтримав його, але Шеріл Коул та запрошений суддя Кеті Перрі, відчули, що він потребує трохи часу, щоб вирости. Саймон проголосував за те, щоб дати йому шанс пройти, Шеріл сказала „ні“, і Луї швидко додав рішуче „так“, тож доля Найла була в руках Кеті. Вона вирішила проголосувати „за“ і Найл потрапив до навчального табору.
В навчальному таборі Найл заспівав „Champagne Supernova“, однак його не вибрали до категорії „хлопців“. Після пропозиції запрошеної судді Ніколь Шерзінгер, Найл потрапив до гурту з чотирма іншими хлопцями, які теж не пройшли далі в конкурсі, але оскільки вони мали надзвичайні вокальні данні, судді вирішили погодитися з Ніколь. Найл, разом з Гаррі Стайлсом, Ліамом Пейном, Луї Томлінсоном і Зейном Маліком, створили гурт One Direction. Стайлс вигадав назву гурту, яка, як він думав, буде добре звучати, коли ведучий Пітер Діксон оголосить їх вихід на концерті. Згодом гурт зібрався на два тижні, щоб пізнати один одного краще та попрактикуватися. Першою спільно-виконаною піснею в „будинку суддів“ була акустична версія пісні „Torn“. Саймон Ковелл пізніше прокоментував, що виступ переконав його в тому, що учасники гурту „були впевнені і виглядали, як банда безстрашних друзів“. В ході конкурсу гурт виконував різні пісні, такі як „My Life Would Suck Without You“ Келлі Кларксон і „Total Eclipse of the Heart“ Бонні Тайлера, та швидко набирає популярність у Великій Британії. Однак, вони здобули третє місце, поступившись другим місцем Ребецці Фергюссон і перемогою Метту Карделу.

#### One Direction
Після участі в х-факторі, One Direction підписали контракт з лейблом Саймона Ковелла Syco на £2 млн. Вони розпочали записувати свій дебютний альбом в січні 2011 року та полетіли в Лос-Анджелес, щоб зробити це. У лютому 2011 року, Бойз-бенд і інші конкурсанти взяли участь в турі The X Factor Live Tour. Під час туру, група виступила для 500 000 людей по всій Великій Британії. Після туру, проведеного в квітні 2011 року, група продовжила роботу над своїм дебютним альбомом. Запис проходив в Стокгольмі, Лондоні і Лос-Анджелесі, оскільки One Direction працювали з такими продюсерами, як Карл Фалк, Саван Котеча, Стів Мак і Рамі Якуб.
У 2011 році вони випустили свій перший студійний альбом, Up All Night. Він дебютував під номером один в США Billboard 200 з продажем 176,000 копій в перший тиждень, що привело One Direction до успіху, адже вони стали першим Британським гуртом з дебютним студійний альбом під номером один. Їх перший сингл, „What Makes You Beautiful“, став номером один в Ірландії, Мексиці та Великій Британії. Наступні сингли „Gotta be you“, „One Thing“ та „More than This“», мали помірний успіх, будучи успішними в деяких країнах, але не у всіх. В підтримку альбому, вони вирушили в тур Up All Night Tour і випустили DVD з туру, Up All Night: The Live Tour.
У листопаді 2012 року, вони випустили свій другий студійний альбом, Take Me Home. Він був сприйнятий краще, ніж їх перший альбом, досягнувши номера один у Великій Британії і ставши їх першим альбомом, що дібрався до топу в британському чарті. Він також досяг першої позиції в Австралії, Канаді, США, Ірландії та Новій Зеландії. «Live While We're Young», один з синглів, досяг номера один в Ірландії та Новій Зеландії, в той час як «Little Things» досяг номера один у Великій Британії. Третій сингл, «Kiss You», був включений до кількох чартів, але ніколи не очолював їх. Крім того, вони вирушили у другий тур під назвою Take Me Home Tour, який охопив чотири континенти. Їх фільм This Is Us, режисером якого став Морган Сперлок переважно було знято під час туру. Фільм зібрав понад $30 млн в усьому світі за перший вікенд прокату в кінотеатрах.
Вони також виконали пісню гурту Blondie «One Way or Another» та «Teenage Kicks» гурту The Undertones, назвавши її «One Way or Another (Teenage Kicks)», з метою залучення коштів для «Comic Relief».
Третій студійний альбом, Midnight Memories, вийшов 25 листопада 2013.
Їхній четвертий альбом, Four, вийшов 17 листопада 2014 року. Цей альбом є останнім альбомом гурту, учасниками якого були 5 людей.
Їх п'ятий альбом, Made in the A.M., вийшов 13 листопада 2015 року. Він досяг № 1 в кількох країнах, включаючи Велику Британію, обійшовши альбом Джастіна Бібера «Purpose». Цей альбом є останнім альбомом гурту до перерви.

### Вплив
В інтерв'ю з Digital Spy, Горан назвав Майкла Бубле одним з людей, що найбільше вплинули на нього, адже в них були схожі історії з життя, його тітка виявила несподівано його талант і те ж саме відбулося і в Бубле, тільки в його випадку вагому роль зіграв батько. Під час прослуховування для х-фактора, він сказав, що хоче мати «Відоме ім'я», як Бейонсе або Джастін Бібер.
Горан також заявив, що він є фаном «big swing», посилаючись на таких улюблених виконавців, як Френк Сінатра, Дін Мартін і Бубле. Горан любить рок-музику і є шанувальником The Eagles, Бон Джові й The Script.

### Особисте життя
Його батьки розлучилися, і його мати знову вийшла заміж. У нього є старший брат на ім'я Грег. Горан є прихильником футбольної ліги чемпіонату, Derby County. Він також полюбляє гольф та крикет
В дитинстві Горан любив грати в спортивні ігри, включаючи гольф, футбол, Гельський футбол. Влітку 2010 року, під час гри в футбол з друзями, Горан пошкодив коліно і йому діагностували рухомість колінної чашечки. Проблема давала про себе знати кілька разів за наступні кілька років, включаючи інцидент в 2013 році, коли він вивихнув коліно на сцені під час концерту в Антверпені, Бельгія. Горан приїхав в Сполучені Штати для серйозної пластичної операції в січні 2014 року після закінчення туру. Після операції, Найл був запрошений займатися лікувальною фізкультурою з Челсі їхнім менеджером, Жозе Моурінью. Горан пройшов через більш ніж сім тижнів фізичної терапії з членами команди та їхнім фізіотерапевтом в навчальному полігоні в графстві Суррей.
Найл брав активну участь у спортивному світі кілька разів в соціальних мережах, тож 8 квітня 2015 року, йому було доручено підносити ключки для професійного гольфіста Рорі Макилроя в Аугусті, штат Джорджія. Відео, на якому Горан втрачає рівновагу під час телеінтерв'ю з Макилроєм було поширено по всьому інтернету протягом декількох днів після турніру, що викликало твіт про падіння й від Найла.
З грудня  2017 року  зустрічався з співачкою  та акторкою  Гейлі Стайнфельд.

## Фільмографія
| Рік  | Назва                           | Роль       | Примітки                              |
| ---- | ------------------------------- | ---------- | ------------------------------------- |
| 2010 | The X Factor                    | Найл Горан | Учасник; 7 серій                      |
| 2012 | iCarly                          | Найл Горан | Гість; (6 сезон; 2 епізод)            |
| 2012 | Saturday Night Live             | Найл Горан | Музичний гість; (37 сезон; 18 епізод) |
| 2013 | One Direction: This Is Us       | Найл Горан |                                       |
| 2013 | Saturday Night Live             | Найл Горан | Музичний гість; (39 сезон; 8 епізод)  |
| 2014 | Where We Are - The Concert Film | Найл Горан |                                       |
| 2014 | Saturday Night Live             | Найл Горан | Музичний гість; (40 сезон; 10 епізод) |
| 2014 | One Direction: The TV Special   | Найл Горан |                                       |

## Композиторські роботи
| Рік  | Назва                           | Гурт          | Альбом            | Примітки         |
| ---- | ------------------------------- | ------------- | ----------------- | ---------------- |
| 2011 | «Taken»                         | One Direction | Up All Night      | Співавтор        |
| 2011 | «Everything About You»          | One Direction | Up All Night      | Співавтор        |
| 2011 | «Same Mistakes»                 | One Direction | Up All Night      | Співавтор        |
| 2012 | «Live While We're Young»        | One Direction | Take Me Home      | Додаткова гітара |
| 2012 | «Kiss You»                      | One Direction | Take Me Home      | Додаткова гітара |
| 2012 | «Heart Attack»                  | One Direction | Take Me Home      | Додаткова гітара |
| 2012 | «Change My Mind»                | One Direction | Take Me Home      | Додаткова гітара |
| 2012 | «Back For You»                  | One Direction | Take Me Home      | Співавтор        |
| 2012 | «Summer Love»                   | One Direction | Take Me Home      | Співавтор        |
| 2012 | «Irresistible»                  | One Direction | Take Me Home      | Співавтор        |
| 2013 | «Story Of My Life»              | One Direction | Midnight Memories | Співавтор        |
| 2013 | «Don't Forget Where You Belong» | One Direction | Midnight Memories | Співавтор        |
| 2013 | «Why Don't We Go There»         | One Direction | Midnight Memories | Співавтор        |
| 2014 | «Fool's Gold»                   | One Direction | Four              | Співавтор        |
| 2014 | «Night Changes»                 | One Direction | Four              | Співавтор        |
| 2014 | «Change Your Ticket»            | One Direction | Four              | Співавтор        |
| 2015 | «Never Enough»                  | One Direction | Made in the A.M.  | Співавтор        |
| 2015 | «Temporary Fix»                 | One Direction | Made in the A.M.  | Співавтор        |
| 2015 | «Wolves»                        | One Direction | Made in the A.M.  | Співавтор        |
| 2015 | «A.M.»                          | One Direction | Made in the A.M.  | Співавтор        |